# Carlo Furlanis
Carlo Furlanis (Concordia Sagittaria, 10 marzo 1939 – Pescia, 2 luglio 2013) è stato un calciatore italiano, di ruolo terzino.

## Carriera
Cresce calcisticamente nella squadra del suo paese per passare successivamente nel Portogruaro dove, nel 1959, fa il suo esordio da titolare nella neo costituita Serie D. Acquistato dal Bologna nel 1960, viene fatto esordire dall'allenatore Federico Allasio il 13 novembre di quell'anno a Bologna in una gara vinta dai felsinei per 3-1 contro la SPAL. Per tre stagioni gioca saltuariamente essendo chiuso da Bruno Capra. La svolta avviene nel 1963 quando l'allenatore Fulvio Bernardini lo schiera nelle fasi finali del campionato 1962-1963 in coppia prima con Capra, poi con Edmondo Lorenzini e infine con Mirko Pavinato.

Furlanis (in piedi, terzo da sinistra) nel Bologna che scese in campo all'Olimpico per il vittorioso spareggio-scudetto del 7 giugno 1964

Nel corso del campionato 1963-1964 Furlanis viene schierato titolare in coppia con Pavinato e gioca pure il vittorioso spareggio per lo scudetto di Roma il 7 giugno 1964. Da quel momento il veneto diventa una figura inamovibile della difesa emiliana giocando anche in Coppa dei Campioni e in Coppa delle Fiere, prima in coppia con Pavinato, quindi con Mario Ardizzon, cedendo il posto di titolare solamente nel campionato 1968-1969 con l'avvento di Tazio Roversi.
Durante il periodo bolognese Furlanis ha esordito anche nella Nazionale cadetta giocando l'8 aprile 1964 a Verona in una gara pareggiata per 1-1 contro il Belgio venendo schierato a sinistra in coppia con Adolfo Gori.
Ceduto in Serie A al neopromosso Bari di Oronzo Pugliese nel 1969 - dove raggiunge il suo ex compagno del Bologna Manlio Muccini - segue la squadra pugliese in Serie B nel campionato successivo e, nel 1971, scende in Serie C nell'Empoli dove gioca le sue ultime partite nel calcio professionistico. Furlanis ha giocato 224 partite in Serie A segnando 4 reti.

## Dopo il ritiro
Tornato a Concordia Sagittaria, ha intrapreso un'attività artigianale nel settore del legno, per poi trasferirsi in Toscana.
È scomparso nel 2013 all'età di 74 anni dopo una lunga malattia.

## Palmarès

### Club
- Campionato italiano: 1

Bologna: 1963-1964